# Кунигас
Ку́нигас — литовский католический священнослужитель, от литовского kunigas («священник»).
Слово это было заимствовано древними литовцами из немецкого языка и первоначально означало феодального владыку, «князя». В этом значении оно используется, в частности, в русских и польских исторических романах, затрагивающих прошлое Литвы. Среди них — роман Юзефа Игнацы Крашевского «Кунигас» (1882). Литовские кунигасы избирались из представителей знатных родов.
Кунигасами племенных союзов эстов, балтов и пруссов были:
- Легендарные — братья Видевут и Прутено.
- Помезания — Сикко (ок. 1000), Контегерде (ок. 1260—1280)
- Самбия — Сурвабуно (ок. 1200), Матто (ок. 1250—1270), Наудиоте (1295—1296)
- Вармия — Варпода (ок. 1200 — 20), Пиопсо (ок. 1220 — 40), Глаппе (ок. 1260—1271)
- Бартия — Гирдав (ок. 1240 — 60), Диване Клекине (Медведь) (ок. 1260—1274)
- Натангия — Геркус Мантас (ок. 1270—1273), Сабине (1295—1298)
- Надровия — Тирско (ок. 1260—1275)

Историк и филолог Вадим Эрлихман также причисляет к кунигасам области Склуния (Sclunien) некоего Миссино (1295—1296), одного из предводителей восстания в Наттангии в 1295 году, упоминаемого в «Хронике земли Прусской» Петра Дусбургского.